# Куприянов, Пётр Андреевич
Пётр Андреевич Куприя́нов (27 января [8 февраля] 1893, Санкт-Петербург — 13 марта 1963, Ленинград) — советский хирург, академик АМН СССР (1944), генерал-лейтенант медицинской службы (1945). Лауреат Ленинской премии (1960), Герой Социалистического Труда (1963).

## Биография

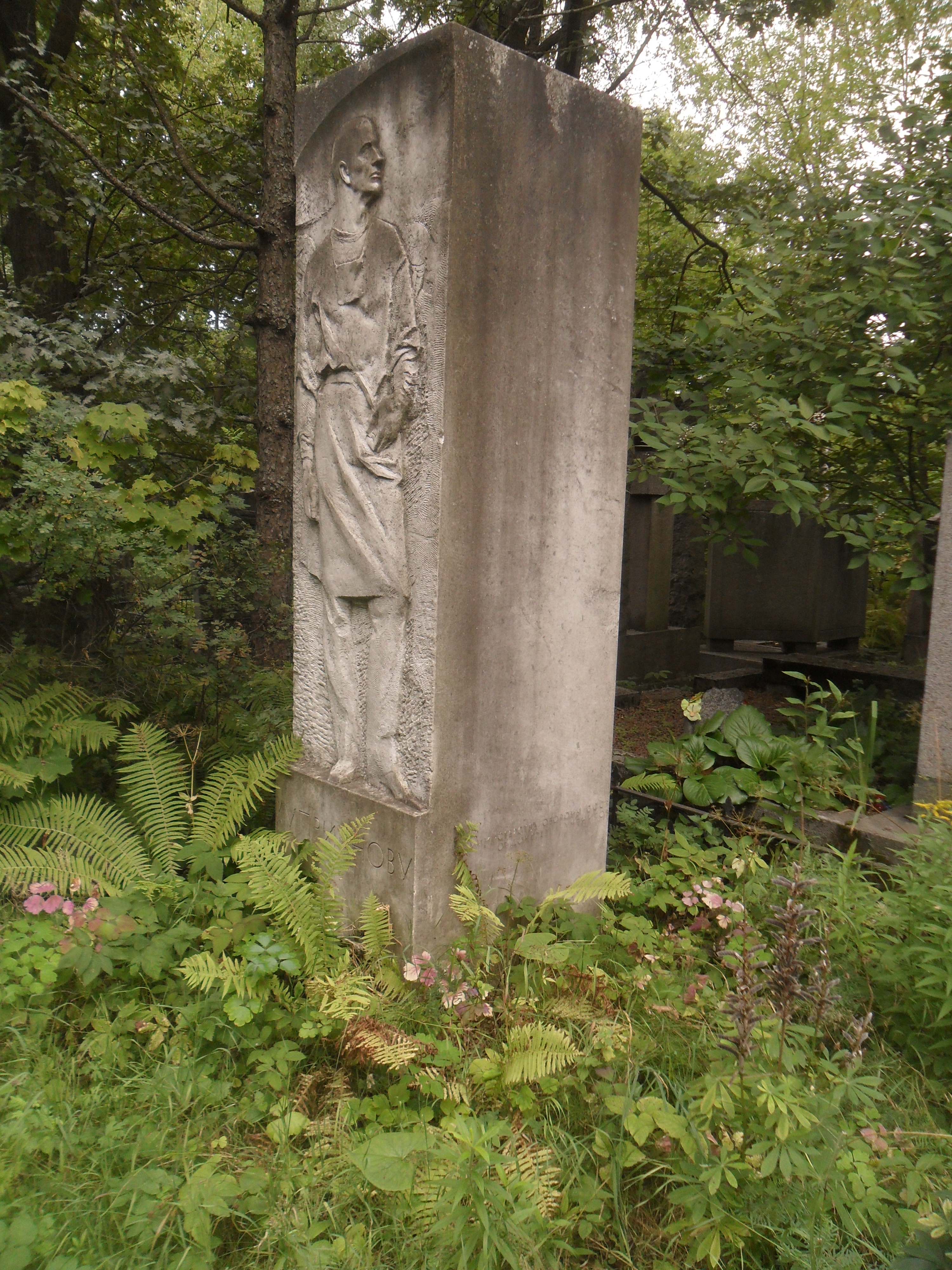
Могила Куприянова на Богословском кладбище Санкт-Петербурга.

В 1911 году поступил в Императорскую Военно-медицинскую академию. После 4-го курса выпущен зауряд-врачом и с мая 1915 года по декабрь 1917 год служил ординатором дивизионного лазарета, врачом артиллерийской бригады на фронтах Первой мировой войны. В 1918 году окончил с отличием Военно-медицинскую академию.
С 1918 года — преподаватель, затем приват-доцент Военно-медицинской академии. В 1921 году защитил диссертацию на степень доктора медицины на тему «Хирургическая анатомия наружного основания черепа». С 1924 года — старший ординатор, начальник хирургического отделения Ленинградского окружного клинического военного госпиталя им. З. П. Соловьёва. Одновременно в 1934—1938 годах — заместитель начальника клиники госпитальной хирургии Военно-медицинской академии, руководимой профессором С. С. Гирголавом. В 1938—1941 годах — главный хирург ЛВО.
Одновременно с 1926 года — преподаватель, с 1930 года — профессор, заведующий кафедрой оперативной хирургии и топографической анатомии, затем — кафедрой факультетской хирургии 1-го Ленинградского медицинского института (по 1949 год).
В период советско-финской войны (1939—1940) — главный хирург Северо-Западного фронта (январь-март 1940 г.).
Во время Великой Отечественной войны — главный хирург Северного и Ленинградского фронтов.
В 1943—1963 годах — профессор, начальник вновь созданной кафедры факультетской хирургии № 2 (в последующем — кафедры хирургии для усовершенствования врачей) ВМА имени С. М. Кирова.
В 1958 году по инициативе Куприянова была создана первая в СССР кафедра анестезиологии на базе клиники, которую он возглавлял до конца своей жизни.
В 1944—1950 годах — вице-президент АМН СССР.
Избирался председателем Всесоюзного общества хирургов СССР, почётным председателем хирургического общества Пирогова и кардиологического общества имени Г. Ф. Ланга. Входил в состав правлений: Международного общества хирургов, Европейского общества сердечно-сосудистых хирургов, Всероссийского общества хирургов РСФСР.
Входил в состав редколлегий журналов «Грудная хирургия», «Хирургия», «Вестник хирургии»; Большой Медицинской Энциклопедии.
Похоронен в Ленинграде на Богословском кладбище. В 1968 году на могиле установлена стела, выполненная скульптором М. К. Аникушиным.

## Научная деятельность
Изучал проблемы оперативной, торакальной и военно-полевой хирургии. Редактор раздела «Ранения груди» труда «Опыт советской медицины в Великой Отечественной войне 1941—1945 гг.», редактор и автор ряда разделов «Атласа огнестрельных ранений» (в 10 томах, 1945—1955).
В 1953 г. первым в Ленинграде (и вторым в стране после А. Н. Бакулева) выполнил перевязку открытого артериального протока, устранение стеноза лёгочной артерии, коарктации аорты. В этом же году им была выполнена первая закрытая митральная комиссуротомия по поводу ревматического стеноза.
С 19 июня 1959 года первым в СССР начал операции со вскрытием полостей сердца (операция на «сухом» сердце).
Автор более 360 научных работ в области оперативной хирургии, военно-полевой хирургии, хирургии груди и живота, кардиохирургии, анестезиологии, реаниматологии, клинической физиологии и др. Подготовил 25 докторов и 38 кандидатов наук.

### Избранные труды
- Современные проблемы грудной хирургии, [Речь…], Л., 1954
- Краткий курс военно-полевой хирургии, М., 1942;
- Атлас огнестрельных ранений, т. 1-10, [Л.], 1946-55;
- Гнойные заболевания плевры и легких, Л., 1955.
- Куприянов П. А. Хирургическое лечение хронических гнойных заболеваний лёгких // Хирургия. — 1952. — № 8.
- Куприянов П. А. Опыт хирургического лечения пороков сердца // Вестник хирургии им. Грекова. — 1955. — Т. 76, № 9.
- Kuprianov P. A. La sindrome cardiorespiratoria in corso di pneumatorace aperto // Minerva medica. — Torino, 1955. — Vol. 46, № 57—58. — P. 177—81.
- Куприянов П. А. и соавт. Проблема искусственной гипотермии в хирургии сердца // Клиническая медицина. — 1956. — № 10.

## Награды
- Герой Социалистического Труда (1963)
- три ордена Ленина
- четыре ордена Красного Знамени
- орден Отечественной войны I степени
- медали
- Ленинская премия (1960) — за работы по сердечно-сосудистой хирургии
- премия им. Н. Н. Бурденко
- заслуженный деятель науки РСФСР (3.9.1942)

## Память
- Первая кафедра и клиника (хирургии усовершенствования врачей) имени П. А. Куприянова Военно-медицинской академии имени С. М. Кирова

## Семья
Дочь — Ирина Петровна Куприянова, доктор филологических наук, профессор кафедры истории зарубежных литератур СПбГУ.
Внучка — Анна Владимировна Савицкая, российский филолог-скандинавист, доцент кафедры скандинавской и нидерландской филологии СПбГУ, переводчик, лауреат премии Шведской академии.